# Саратога (округ)
Шаблон:StateAbbr_ 43°07′ пн. ш. 73°52′ зх. д. / 43.11° пн. ш. 73.87° зх. д.
Округ Саратога (англ. Saratoga County) — округ (графство) у штаті Нью-Йорк, США. Ідентифікатор округу 36091.

## Історія
Округ утворений 1791 року.

## Демографія
За даними перепису
2000 року
загальне населення округу становило 200635 осіб, зокрема міського населення було 137741, а сільського — 62894.
Серед мешканців округу чоловіків було 98879, а жінок — 101756. В окрузі було 78165 домогосподарств, 53738 родин, які мешкали в 86701 будинках.
Середній розмір родини становив 3,01.
Віковий розподіл населення поданий у таблиці:
| Стать    | До 15 років | 15-21 | 22-29 | 30-39 | 40-49 | 50-65 | 65-85 | Понад 85 |
| -------- | ----------- | ----- | ----- | ----- | ----- | ----- | ----- | -------- |
| Чоловіки | 21451       | 9285  | 9110  | 16655 | 16298 | 16353 | 9005  | 722      |
| Жінки    | 20458       | 8571  | 9023  | 16989 | 16831 | 16627 | 11457 | 1800     |

## Виноски
1. ↑  U.S. Decennial Census. United States Census Bureau. Архів оригіналу за 26 квітня 2015. Процитовано 7 січня 2015.
2. ↑  Historical Census Browser. University of Virginia Library. Архів оригіналу за 11 серпня 2012. Процитовано 7 січня 2015.
3. ↑  Population of Counties by Decennial Census: 1900 to 1990. United States Census Bureau. Архів оригіналу за 19 лютого 2015. Процитовано 7 січня 2015.
4. ↑  Census 2000 PHC-T-4. Ranking Tables for Counties: 1990 and 2000 (PDF). United States Census Bureau. Архів (PDF) оригіналу за 18 грудня 2014. Процитовано 7 січня 2015.
5. ↑  State & County QuickFacts -  Saratoga County, New York. Бюро перепису населення США. Архів оригіналу за 1 травня 2018. Процитовано 21 квітня 2019.(англ.) Наведено за англійською вікіпедією.
6. ↑  American FactFinder. Бюро перепису населення США. Архів оригіналу за 26 лютого 2012. Процитовано 31 січня 2008. [Архівовано 2008-05-21 у Wayback Machine.]

| США | Це незавершена стаття з географії США. Ви можете допомогти проєкту, виправивши або дописавши її. |